# Enrique Romero Gil
Enrique Romero Gil, més conegut com a Quique Romero, és un exfutbolista andalús, nascut a Gerena, Sevilla, el 9 de gener de 1978. Ocupava la posició de davanter.

## Trajectòria
Després d'haver militat als filials del Reial Betis i del RCD Mallorca, fitxa pel Recreativo de Huelva, amb qui debuta a primera divisió la temporada 02/03. Eixe any, en què els andalusos són cuers, hi juga 22 partits i marca tres gols.
La temporada 03/04 no troba lloc al planter onubenc i al mercat d'hivern fitxa per l'Algeciras CF, que en aquell moment militava a Segona Divisió. El davanter juga 16 partits i no marca cap gol, i els gaditans baixen a Segona B. Quique Romero va continuar a l'Algeciras fins a la seua retirada el 2006, a causa de les lesions.